# Асеньевская Слобода
Асеньевская Слобода — деревня в Боровском районе Калужской области. Входит в состав сельского поселения «Деревня Асеньевское».

## География
На реке Бобровка, рядом Асеньевское.

## Население
| 2002 | 2010 |
| ---- | ---- |
| 39   | ↘20  |

## История
В 1782 году сельцо Тюнино и деревня Слободка — Бориса Петровича, Василия Петровича и Прасковьи Богдановной Кошелевых.